# Hodász vasútállomás
Hodász vasútállomás egy Szabolcs-Szatmár-Bereg vármegyei vasútállomás Hodász településen, a MÁV és a helyi önkormányzat üzemeltetésében. A belterület legdélebbi pontja közelében helyezkedik el, nem messze a 4917-es út vasúti keresztezésétől keleti irányban; közúti elérését az abból kiágazó 49 327-es számú mellékút teszi lehetővé.

## Vasútvonalak
Az állomást az alábbi vasútvonalak érintik:
- Apafa–Mátészalka-vasútvonal
- Nyíregyháza–Mátészalka–Zajta-vasútvonal

## Kapcsolódó állomások
A vasútállomáshoz az alábbi állomások vannak a legközelebb:
- Nyírcsászári megállóhely (Apafa–Mátészalka-vasútvonal, Nyíregyháza–Mátészalka–Zajta-vasútvonal)
- Nyírmeggyes megállóhely (Apafa–Mátészalka-vasútvonal, Nyíregyháza–Mátészalka–Zajta-vasútvonal)

## Forgalom
| Járat        | Útvonal | Gyakoriság     |
| ------------ | --- | -------------- |
| személyvonat | Debrecen – Debrecen-Csapókert – Apafa – Dombostanya – Hajdúsámson – Tamásipuszta – Aradványpuszta – Nyíradony – Nyírmihálydi – Nyírgelse – Nyírbogát – Nyírbátor – Nyírcsászári – Hodász – Nyírmeggyes – Mátészalka (– Kocsord – Kocsord alsó – Tunyogmatolcs – Tunyogmatolcs alsó – Fehérgyarmat) | 2 óránként     |
| személyvonat | Debrecen – Debrecen-Csapókert – Apafa – Dombostanya – Hajdúsámson – Tamásipuszta – Aradványpuszta – Nyíradony – Nyírmihálydi – Nyírgelse – Nyírbogát – Nyírbátor – Nyírcsászári – Hodász – Nyírmeggyes – Mátészalka – Nyírcsaholy – Nagyecsed – Tiborszállás                                       | Vasárnap 1 pár |
| személyvonat | Nyíregyháza – Nagykálló – Kállósemjén – Máriapócs – Nyírbátor – Nyírcsászári – Hodász – Nyírmeggyes – Mátészalka | Napi 4 pár     |